# Reglamento Provisorio de la Provincia Oriental para el Fomento de su Campaña y Seguridad de sus Hacendados
El Reglamento Provisorio de la Provincia Oriental para el Fomento de su Campaña y Seguridad de  Hacendados o Reglamento de tierras de 1815 fue promulgado por José Gervasio Artigas el 10 de septiembre de 1815 desde 
su cuartel general en Purificación.

## Antecedentes
Los Indígenas amenazaban a las nuevas poblaciones que pretendieran habitar la campaña. La solución a este problema era la  entrega de tierras a los Indígenas evangelizados y la evangelización de los Indígenas paganos y posterior entrega de tierras, para civilizarlos y hacerlos sedentarios. Pretende legalizar la posesión de tierras que tienen las personas, para terminar con el problema de los grandes latifundios.
El Reglamento tenía como objetivos:
- Poblar la campaña, sedentarizar a la población errante como el gaucho creándole hábitos de trabajo y formando así una clase media rural.

- Favorecer a la familia y a los más desposeídos según un criterio de justicia social.

- Aumentar la producción

- Imponer el orden en la campaña persiguiendo a los delincuentes, los desertores y los vagos.

## El reglamento de 1815
Para distribuir tierras, se necesitaba contar con estas. Para eso, se les tomaba las tierras, según el artículo 12, de “emigrados, malos europeos y peores americanos”, quienes eran los enemigos de la revolución.
Según el artículo 6 y 7, los beneficiados serían “los más infelices”, apreciando a los negros libres, los zambos, los indios y los criollos pobres. También, los agraciados podrían ser las viudas pobres con hijos.
Dichos terrenos tenían determinada extensión, que consistían en “legua y media de frente, por dos de fondo”, según lo declaraba el artículo 16.
El ganado que se le otorgaba en la suerte de estancia, era originado de las mismas estancias de los europeos y de los malos americanos, que se hallasen en su respectiva jurisdicción. Esto lo decretaba el artículo 22.
Según el artículo 11, cada beneficiado debería formar, obligatoriamente, un rancho y dos corrales en el término de dos meses, los cuales eran extensibles a tres. Quién no cumpliese, se le extraería el terreno y sería donado a otro vecino más laborioso.
Los predios tenían como límite, no poseer más que una suerte de estancia, o sea que alguien que poseyera una suerte de estancia, no podía pedir por otra. Esto se encuentra en el artículo 17.
Según el artículo 19, los beneficiados no podrían vender ni regalar su suerte de estancia.
Según el artículo 18, para la Provincia se reservaba las zonas del Rincón de Pan de Azúcar y del Cerro, para mantener caballos para el ejército y obtener dinero de la venta de los cueros vacunos.
Como medida de recuperación ganadera, en el artículo 24 del Reglamento, se dice que se le prohibía el pasaje de ganado a pie a Portugal. También la matanza de las hembras, hasta que se restablezca la campaña. Otra medida, según el artículo 23, se prohibía comerciar los cueros del ganado, sin que estos tengan la marca del hacendado.
En los artículos 25, 27, 28 y 29, se declara términos sobre la seguridad de la campaña. A cada alcalde provincial se le otorgaría ocho hombres y un sargento y a cada teniente cuatro soldados y un cabo, para desterrar los vagabundos y malhechores.
Con esto se trataba de consolidar el orden y garantizar la paz y la seguridad de personas y bienes.